# Figures Ocultes
Figures Ocultes (títol original en anglès, Hidden Figures) és una pel·lícula biogràfica nord-americana de 2016 dirigida per Theodore Melfi i escrita per Melfi i Allison Schroeder. Està basada en el llibre de no-ficció del mateix nom de Margot Lee Shetterly. Taraji P. Henson en el paper de Katherine Johnson és una matemàtica afroamericana que va calcular les trajectòries de vol del projecte Mercury i el vol a la Lluna de l'Apol·lo 11 (1969). La pel·lícula també presenta a Octavia Spencer, Janelle Monáe, Kevin Costner, Kirsten Dunst i Jim Parsons. S'ha doblat i subtitulat al català.

## Argument
La pel·lícula narra la història de la matemàtica afroamericana Katherine Johnson i les seves dues col·legues, Dorothy Vaughan i Mary Jackson, qui, mentre estava treballant en la divisió segregada de West Area Computers (Calculistes de l'Àrea Oest) de Langley Research Center, van ajudar a la NASA en la Cursa Espacial. Utilitzant els seus càlculs, John Glenn es va convertir en el primer astronauta nord-americà en fer una òrbita completa al voltant de la Terra.
D'aquesta manera, les tres dones aconsegueixen convertir-se en les primeres dones afroamericanes en aconseguir metes fins llavors impossibles. A més del ja citat assoliment de Katherine Johnson, cal destacar que Dorothy Vaughan va aconseguir ser la primera supervisora dels serveis d'IBM en l'Agència, mentre que Mary Jackson es va convertir en la primera dona a ser enginyera aeroespacial dels Estats Units.

## Curiositats
Katherine Johnson esmenta que ella mai va córrer entre els edificis per utilitzar el bany, tal com explica la pel·lícula. Simplement, feia servir el bany per a blancs en desafiament a les lleis "Jim Crow": aquesta dramatització va ser creada expressament per a la pel·lícula.

## Repartiment
- Taraji P. Henson com Katherine Johnson, geni de les matemàtiques[7]
- Octavia Spencer com Dorothy Vaughan[8]
- Janelle Monáe com Mary Jackson[9]
- Kevin Costner com a Harrison, director del Grup de Tasca Espacial[10]
- Kirsten Dunst com Vivian Mitchell[11]
- Jim Parsons com Paul Stafford[12]
- Glen Powell com John Glenn[13][14]
- Mahershala Ali com Jim Johnson[15]
- Karan Kendrick com Joylette Coleman, la mare de Katherine
- Rhoda Griffis com a Bibliotecària blanca
- Maria Howell com a Senyora Summer
- Aldis Hodge com Levi Jackson
- Paige Nicollette com Eunice Herrero
- Gary Setmanes com a Reporter de Roda de premsa
- Saniyya Sidney com Constance Johnson

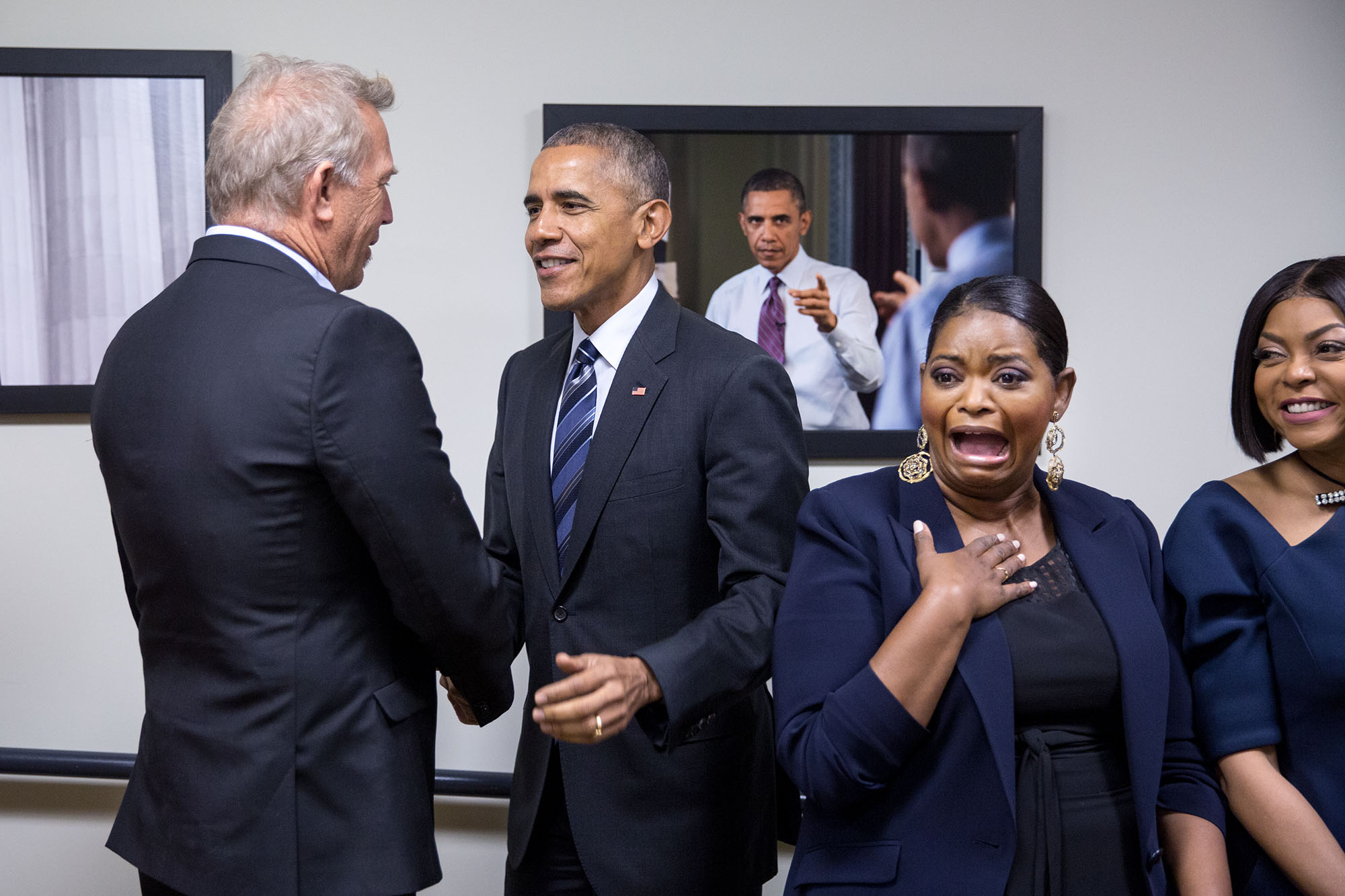
Salutació del President dels Estats Units, Obama a Kevin Costner i la resta del repartiment de Talents Ocults el 15 de desembre de 2016. Octavia Spencer i Taraji P. Henson estan al fons.

## Recepció

### Premis i nominacions
| Premi                                | Categoria                    | Receptor/s                                                                        | Resultat   | Ref(s) |
| ------------------------------------ | ---------------------------- | --------------------------------------------------------------------------------- | ---------- | ------ |
| Premis Oscar                         | Millor pelicula              | Donna Gigliotti, Peter Chernin, Jenno Topping, Pharrell Williams i Theodore Melfi | Nominada   | [ 16 ] |
| Premis Oscar                         | Millor actriu de repartiment | Octavia Spencer                                                                   | Nominada   | [ 16 ] |
| Premis Oscar                         | Millor guió adaptat          | Allison Schroeder i Theodore Melfi                                                | Nominats   | [ 16 ] |
| Premis de la Crítica Cinematogràfica | Millor actriu de repartiment | Janelle Monáe                                                                     | Nominada   | [ 17 ] |
| Premis de la Crítica Cinematogràfica | Millor guió                  | Allison Schroeder i Theodore Melfi                                                | Nominats   | [ 17 ] |
| Premis de la Crítica Cinematogràfica | Millor repartiment           | El repartiment de Valors ocults                                                   | Guanyadora | [ 17 ] |
| Globus d'Or                          | Millor actriu de repartiment | Octavia Spencer                                                                   | Nominada   | [ 18 ] |
| Globus d'Or                          | Millor banda sonora          | Benjamin Wallfisch, Pharrell Williams, Hans Zimmer                                | Nominats   | [ 18 ] |
| Premis Satellite                     | Millor pel·lícula            | Hidden Figures                                                                    | Nominada   | [ 19 ] |
| Premis Satellite                     | Millor actriu                | Taraji P. Henson                                                                  | Nominada   | [ 19 ] |
| Premis Satellite                     | Millor actriu de repartiment | Octavia Spencer                                                                   | Nominada   | [ 19 ] |
| Premis Satellite                     | Millor guió adaptat          | Allison Schroeder i Theodore Melfi                                                | Nominats   | [ 19 ] |
| Premis Satellite                     | Millor banda sonora          | Benjamin Wallfisch, Pharrell Williams i Hans Zimmer                               | Nominats   | [ 19 ] |
| Premis Satellite                     | Millor cançó original        | "Running" – Pharrell Williams                                                     | Nominat    | [ 19 ] |
| Premis Satellite                     | Millor repartiment           | El repartiment de Hidden Figures                                                  | Guanyadora | [ 19 ] |
| Premis del Sindicat d'Actors         | Millor actriu de repartiment | Octavia Spencer                                                                   | Nominada   | [ 20 ] |
| Premis del Sindicat d'Actors         | Millor repartiment           | El repartiment de Hidden Figures                                                  | Guanyadora | [ 20 ] |